# Pic de les Fonts
Pic de les Fonts – szczyt górski w Pirenejach Wschodnich. Administracyjnie położony jest w Andorze, na granicy parafii La Massana i Ordino. Wznosi się na wysokość 2749 m n.p.m.
Na północny zachód od Pic de les Fonts usytuowany jest szczyt Pic del Pla de l’Estany (2851 m n.p.m.), natomiast na południowym wschodzie położone są Pic de l’Angonella (2815 m n.p.m.) oraz Pic de Catavardis (2805 m n.p.m.). Na północny zachód od szczytu znajdują się jeziora Estanys de Montmantell.